# Oststadt (Göttingen)
Die Oststadt ist ein östlicher Stadtbezirk der niedersächsischen Universitätsstadt Göttingen. Der Stadtbezirk hat 15.100 Einwohner (Stand 31. Dezember 2023).

## Geographie

Die Göttinger Stadtbezirke

Die Göttinger Oststadt liegt östlich der Kernstadt am Westhang des Hainberges. Angrenzende Stadtbezirke sind die Nordstadt im Nordwesten, Innenstadt im Westen und Südstadt im Südwesten. Im Norden grenzt die Oststadt an den Stadtteil Weende, im Osten an Herberhausen und im Süden an Geismar.
Der östliche Teil der Oststadt ist bewaldet, dort befinden sich der Klausberg, der Warteberg, der Mittelberg und der Kleperberg. In der Oststadt entspringen der Reinsgraben, der Hainholzgraben und der Eberbach, die durch die Oststadt nach Westen zur Leine fließen. Der Stadtbezirk endet im Osten kurz vor dem Kerstlingeröder Feld.
Siehe auch: Göttinger Stadtbezirke und Ortschaften

## Besiedlung
Seit der zweiten Hälfte des 19. Jahrhunderts wurde das Gebiet außerhalb des Göttinger Walles in der Amtszeit des Oberbürgermeisters Georg Merkel besiedelt. Die östliche Hanglage der Göttinger Stadt war dabei weniger für industrielle Nutzungen geeignet und daher eher eine ruhige und beliebte Gegend mit viel grüner Landschaft. In dieser bevorzugten Lage ließen sich überwiegend Professoren und Ärzte sowie berühmte und prominente Persönlichkeiten der Göttinger Bevölkerung nieder. So entstand ab etwa 1890 das „Ostviertel“, das als Stadtviertel einen großen Teil des Stadtbezirks Oststadt ausmacht. Auch heute noch hat das Ostviertel den Ruf, der gut situierten und bessergestellten Göttinger Bevölkerung vorbehalten zu sein. Es befinden sich 20 Sozialwohnungen im Bezirk. Ende 2019 lebten von 134.575 Göttinger Einwohnern 16.287 Menschen in der Oststadt.

## Sehenswürdigkeiten
Hainberg und Göttinger Wald
Der Hainberg und die angrenzenden Waldgebiete im Göttinger Wald wurden seit 1871 als Erholungsgebiet für die wachsende Bevölkerung der Stadt angelegt und aufgeforstet.
Kleiner Reinsbrunnen
Der Kleine Reinsbrunnen ist ein historischer Brunnen im Hainberg. In der Quellegrotte befindet sich eine Bronzeplastik; sie stellt eine aus dem Wasser auftauchende Wasserfrau dar, die ein Kind in ihren Armen hält, um es seiner Mutter zu reichen. Dabei wird an eine Sage erinnert, die an diesen Brunnen anknüpft, nach der man seine ungeborenen Geschwister im Quellwasser erblicken kann.
Sternwarte
Eine kleinere Beobachtungsstation der Sternwarte Göttingen wurde 1929 auf dem Hainberg in Betrieb genommen, die größere Sternwarte lag in der Göttinger Geismar Landstraße nahe der Innenstadt. Die Sternwarte auf dem Hainberg wurde ebenso wie das benachbarte, 1942 bis 1944 errichtete Sonnenobservatorium 2009 von der Amateurastronomischen Vereinigung Göttingen übernommen.
Fridtjof-Nansen-Haus
Um 1900 ließ der wohlhabende Tuchfabrikant Ferdinand Levin in der Merkelstraße 4 ein repräsentatives Wohnhaus mit Gärtnerhaus und Remise mit Kutscherwohnung errichten, die Levin'sche Villa. Das Gebäude, in dessen Räumen das Goethe-Institut bis Sommer 2018 beheimatet war, wird seit dem Kriegsende auch als Fridtjof-Nansen-Haus bezeichnet.
Schillerwiese

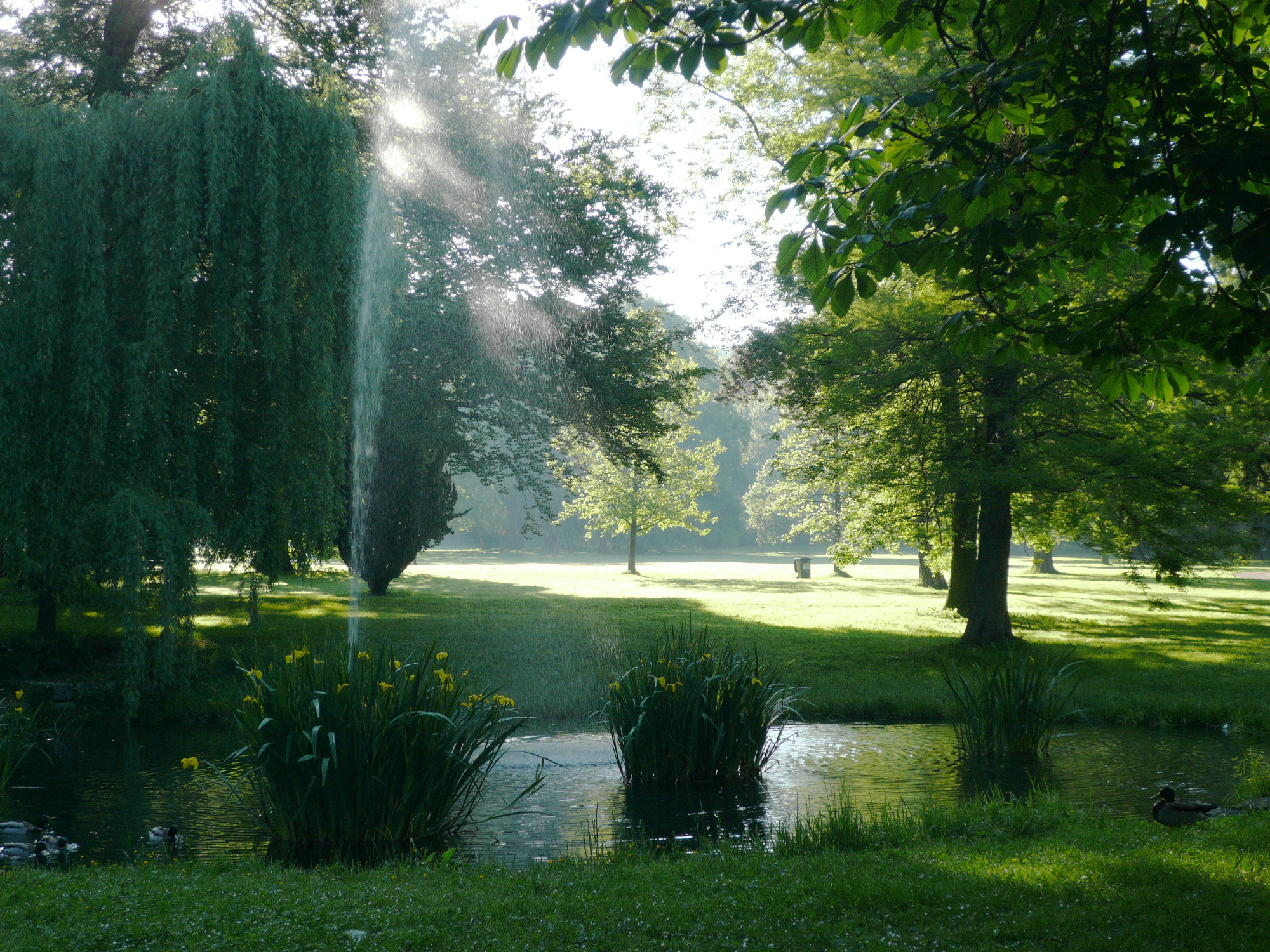
Die Schillerwiese

Im Jahre 1871 wurde mit der Aufforstung des Hainbergs begonnen. Ziel war es, das Gelände unterhalb des Hainbergs parkartig zu gestalten, wobei 1880 mit der Anlage einer Kastanienallee (Kaiserallee) entlang der Reinsrinne begonnen wurde. Zum 100. Todestag von Friedrich Schiller wurde im Jahre 1905 eine Linde gepflanzt und dabei der Name „Schillerwiese“ für die Grünanlage festgelegt. Auf der 81.000 m² großen Schillerwiese trifft man eine Vielzahl von Spaziergängern, Joggern und Hundebesitzern. Seit 2002 wurde die Schillerwiese um einen „Kletterwald“-Abenteuerspielplatz bereichert, der Kinder zum Spielen und Toben einlädt.

„Rohns“
Der Bauunternehmer Christian Friedrich Andreas Rohns eröffnete am 5. Juni 1830 das von ihm im Stile des Klassizismus errichtete Gasthaus oberhalb von Göttingen auf dem Hainberg. Dieses Gasthaus war bis zum Zweiten Weltkrieg ein beliebtes Ausflugs- und Tanzlokal. Nach dem Kriegsende wurde die Ausflugsgaststätte Rohns behelfsmäßig als Krankenhaus für Flüchtlinge genutzt. Oberhalb des Gebäudes entstanden Anfang der 1970er Jahre die sogenannten Rohnsterrassen, welche aus mehreren aneinandergebauten Wohnblöcken bestehen. Mitte der 1970er Jahre wurde unterhalb des Rohns-Gebäudes ein Wohnpark in Betonbauweise, bestehend aus einem langgezogenen Gebäude sowie einem kleineren einzelnen Hochhaus, errichtet.
Hainholzhof
Das ehemalige landwirtschaftliche Gehöft mit Ausflugsgastwirtschaft ist ein beliebtes Ausflugsziel für Familien. Nach einem früheren Inhaber wird es auch „Kehr“ genannt. Die landwirtschaftlichen Gebäude beherbergen seit 1953 den Reitverein Hainholzhof Göttingen und Herberhausen, nördlich der Gebäude befinden sich außer den Reitplätzen des Vereins noch je ein Wildgehege für Schwarzwild und Damwild. Unterhalb des Hainholzhofs befindet sich die Gastwirtschaft „Jägerhaus am Kehr“.
Eulenturm
Der Eulenturm ist ein etwa vier Meter hoher Rundturm mit Aussichtsplattform aus Kalk- und Sandstein, der in den Hang des Hainberges gebaut wurde. Der Eingang im Frontbereich wurde aus Sicherheitsgründen zugemauert. Am 12. April 1876 wurde auf Veranlassung des Göttinger Oberbürgermeisters Merkel der Göttinger Verschönerungsverein (GVV) gegründet. Dieser hat insbesondere dafür Sorge getragen, dass im Göttinger Wald viele Bänke aufgestellt und Aussichtspunkte geschaffen wurden.
Bismarckstein
Otto von Bismarck hatte von 1832 bis 1833 an der Georgia-Augusta-Universität in Göttingen studiert. Ihm zu Ehren wurde zu Beginn des 20. Jahrhunderts ein Bismarckstein errichtet, im Volksmund respektlos „Elefantenklo“ genannt. (Adresse: Auf dem Toppe)
Hainberg-Gymnasium
Das Hainberg-Gymnasium ist ein im Jahre 1866 gegründetes Gymnasium in Göttingen mit über 1000 Schülern und seit 1993 eine UNESCO-Projektschule. Das ehemalige Mädchengymnasium zog 1913 in einen Neubau im Friedländer Weg um.
Hainberg-Klinik
Die Augenklinik der Universitätsmedizin Göttingen betreibt seit 2013 in einem teils modernen, teils historischen Gebäude der ehemaligen Parkklinik am Hainberg eine Außenstelle für Operationen und stationäre Behandlungen.

## Straßen der Oststadt (Auswahl)
Theaterplatz, Herzberger Landstraße, Planckstraße, Wilhelm-Weber-Straße, Hermann-Föge-Weg, Dahlmannstraße, Düstere Eichenweg, Merkelstraße, Brüder-Grimm-Allee, Ewaldstraße, Rohnsweg, Hainbundstraße, Nonnenstieg, Calsowstraße, Hainholzweg, Beethovenstraße, Konrad-Adenauer-Straße, Grotefendstraße, Breslauer Straße.

## Vereine
- Der Göttinger Verschönerungsverein (GVV) e. V. ist seit 1875 um die Naturschönheiten der Göttinger Umgebung bemüht.[12]
- Studentische Musikvereinigung Blaue Sänger ist seit 1860 eine musizierende, gemischte Studentenverbindung in Göttingen.[13]
- Tennis- und Ski-Club Göttingen e. V., gegründet 1898, ist der älteste Tennisverein in Göttingen.[14]